# Лес водорослей

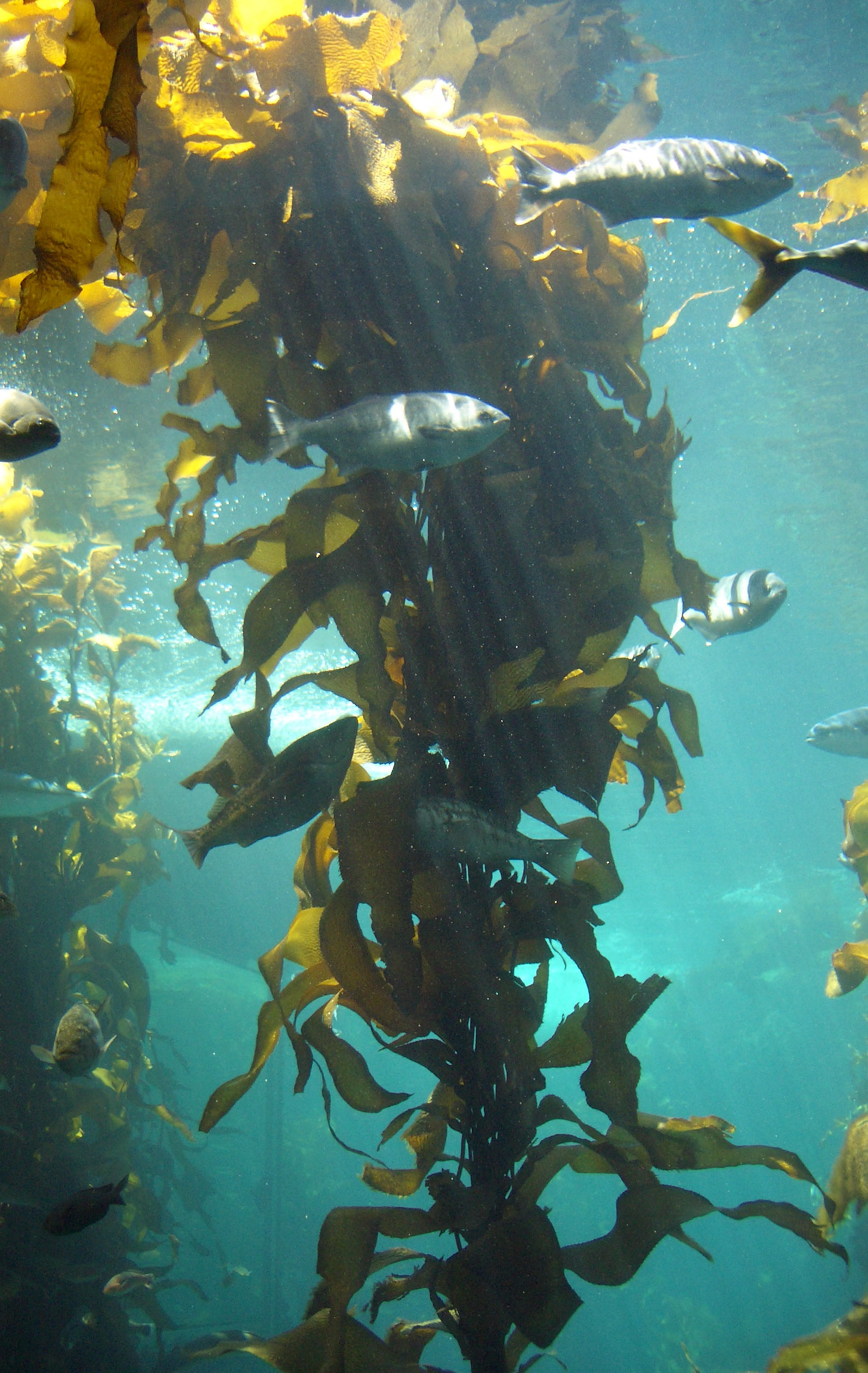

Леса водорослей — подводные области с высокой плотностью произрастания водорослей, находящиеся, как правило, у морских берегов на глубине 10—25 метров.
Признаны одной из самых производительных динамических экосистем на Земле. Наиболее крупные леса водорослей развиты в холодных морях (Ледовитый океан, Северный Атлантический океан, Северные моря), однако в 2007 году леса водорослей также были обнаружены в тропических водах вблизи Эквадора. В Северной Америке наибольшего развития леса водорослей достигают вдоль Тихоокеанского побережья, где благодаря влиянию холодного Калифорнийского течения они широко распространены вплоть до северной оконечности Калифорнийского полуострова.
Фактически, будучи сформированными преимущественно бурыми водорослями из отряда Laminariales, леса водорослей обеспечивают уникальную трёхмерную среду обитания для морских организмов и являются источником для понимания многих экологических процессов.

## Водоросли

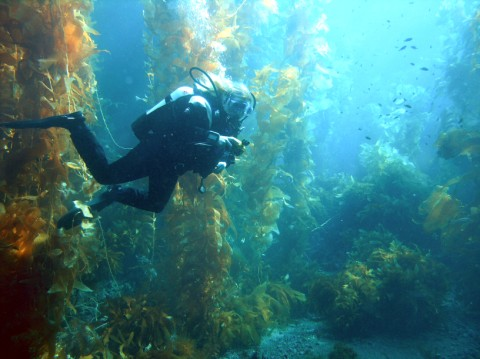
Лес водорослей у берегов Калифорнии

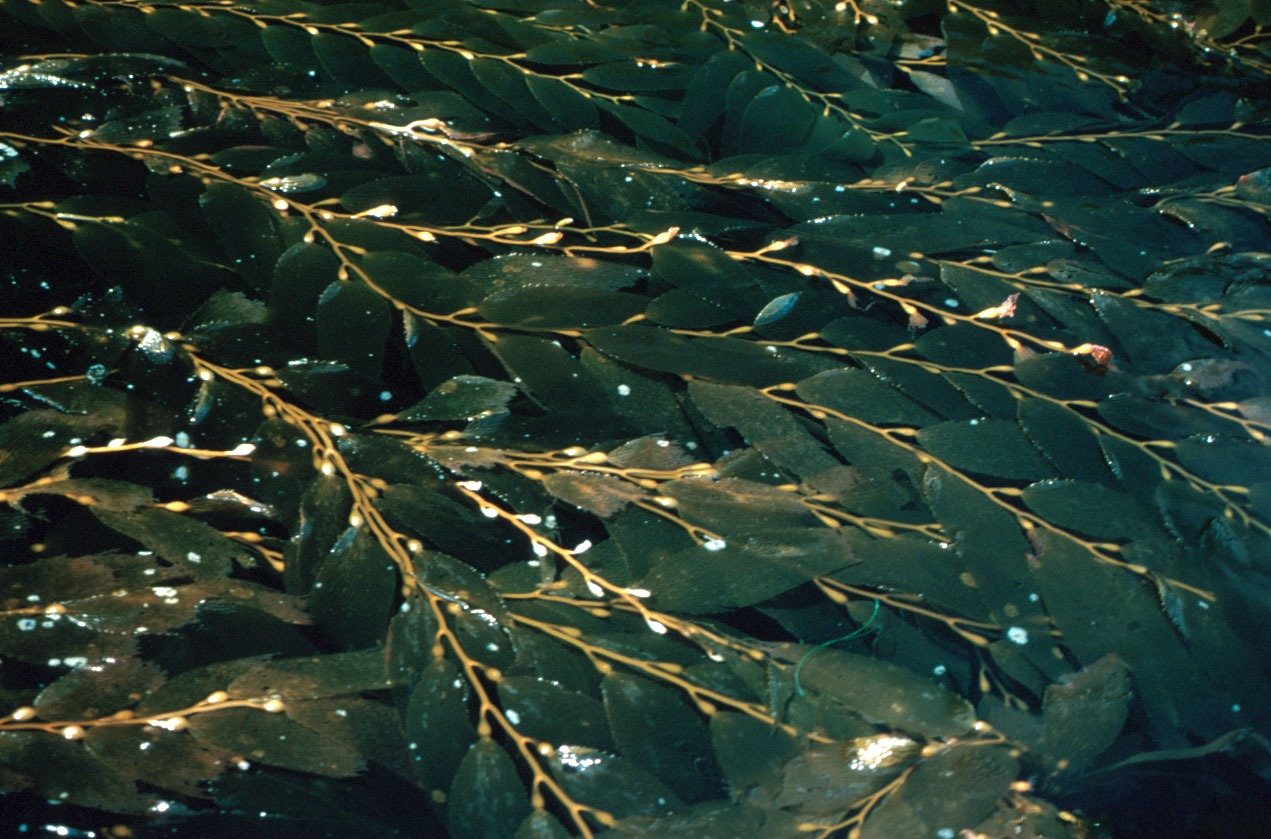
Водоросль Macrocystis pyrifera

Морские леса водорослей сформированы различными видами водорослей, в зависимости от природных зон их расположения. Так, водоросли рода Macrocystis образуют подобные заросли в Южной Калифорнии, Nereocystis в Пьюджет-Саунд, а Laminaria в холодных водах дальнего Севера. Кроме крупных видов, в образовании данной природной зоны принимают участие и более мелкие виды, которые образуют заросли, похожие на густые кустарники.
Наиболее часто леса водорослей образуют представители рода Macrocystis, хотя также существуют и другие многочисленные рода, такие как Ламинария, Ecklonia, Lessonia, Alaria и Eisenia.
Растут все они, прикрепляясь ризоидами к скалам или камням на дне, в прибрежных зонах, на глубине 10—25 метров.
Водоросли из рода Macrocystis являются настоящими гигантами среди водорослей, достигая длины 60 м, при массе до 150 кг. А продолжительность их жизни может достигать 20 лет. Слоевища водорослей Macrocystis растут примерно на 30—60 см в день, не намного уступая в скорости роста бамбуку. При благоприятных условиях и освещённости вид Macrocystis pyrifera может вырасти длиной до 25 метров всего за 120 дней непрерывного роста.
При этом они образуют многочисленные стволы, которые ответвляются от главного ствола. Один спорофит может насчитывать до 130 отдельных «ветвей» (в большинстве случаев лишь 30—40). Достигая поверхности, они продолжают расти некоторое время, перепутываясь между собой и тем самым образуя своеобразные лиственные «поля» на поверхности океана. Сформировавшиеся таким образом «кроны» затеняют другие виды водорослей, которые образуют своеобразный «подлесок».
Плавучесть слоевища обеспечивается благодаря заполненным воздухом пузырькам — пневматоцистам. У других видов они могут быть достаточно крупными, например, у представителей родов Pelagophycus и Pfereocystis. У Pelagophycus имеется лишь один пневматоцист, которым заканчивается гладкий ствол у поверхности. Его ёмкость может достигать 2,6 литра.
Длина слоевища ламинарии может доходить до 3—5 м (иногда 20 м), и ширины — до 0,5 м.

## Экосистема и биоценоз

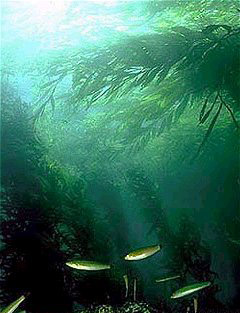

Основными продуцентами в данной экосистеме являются вовсе не планктонные водоросли, а макрофиты: крупные прикреплённые бурые водоросли. Однако данные водоросли весьма уязвимы, поскольку порой активно поедаются, особенно на ранних стадиях своего развития, различными фитофагами — морскими ежами, моллюсками и т. п.
Главным объектом конкуренции в этих лесах бурых водорослей является солнечный свет, обеспечивающий быстрый рост водорослей.
Наибольшее видовое разнообразие фауны наблюдается в нижнем ярусе, на дне. Здесь изобилуют разнообразные морские звёзды, морские ежи, мшанки, ракообразные, крабы, моллюски, трубчатые черви. Также имеются и многочисленные донные и придонные рыбы.
Наличие гигантских бурых водорослей, образующих под водой «леса», а на поверхности воды — «поля» из переплетённых частей талломов, является одним из необходимых условий для существования каланов.